# پیسانکا

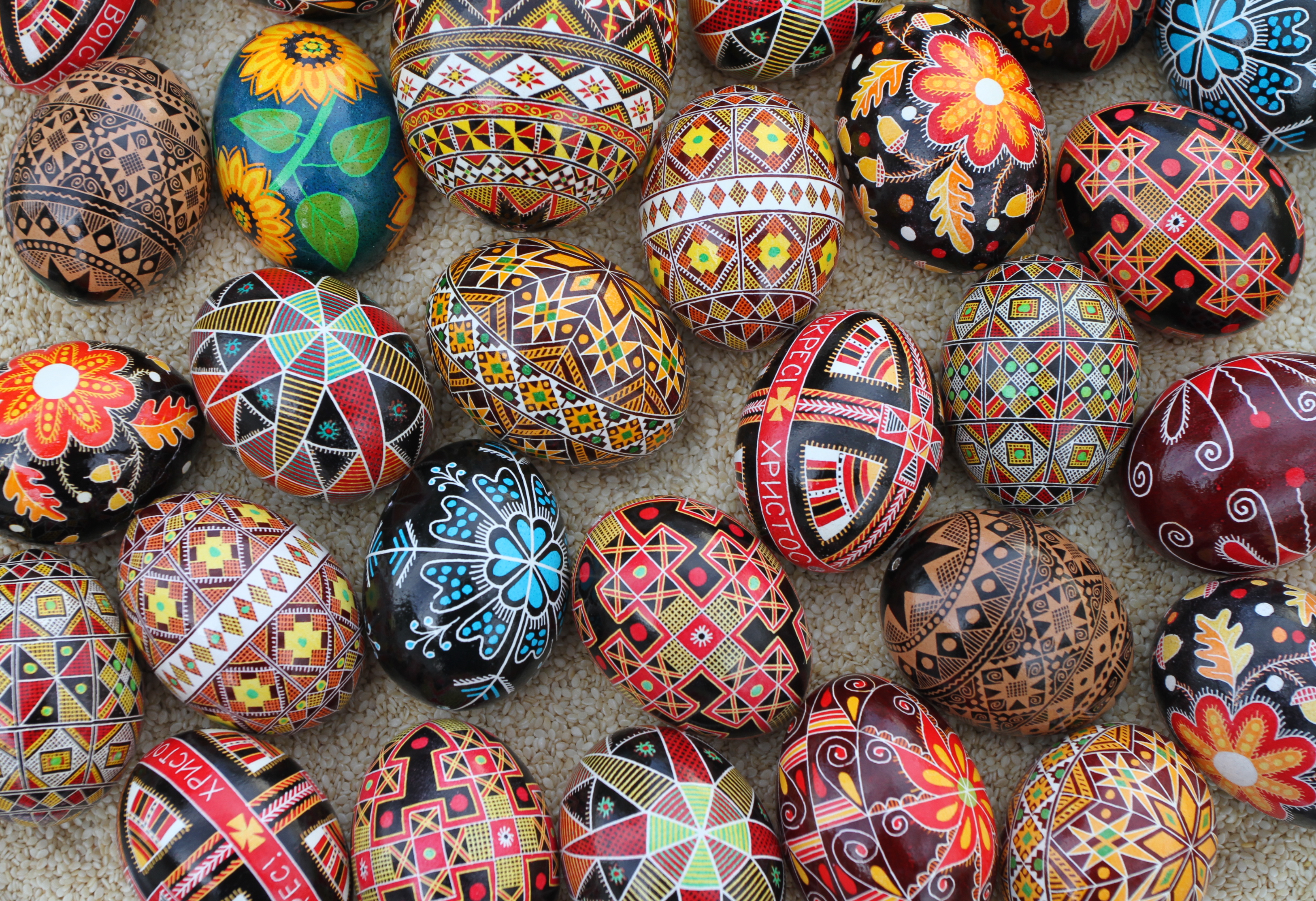
ترکیبی از پیسانکای مدرن، دیاسپورایی و سنتی اوکراینی

پیسانکا (به انگلیسی: Pysanka، جمع: Pysanky) (به اوکراینی: писанка) یک تخم‌مرغ عید پاک اوکراینی است که با طرح‌های سنتی مردم اوکراین با استفاده از روش مقاومت در برابر موم (نوعی ماسکه‌کاری)، تزئین شده است. کلمۀ پیسانکا از فعل پیساتی (Pysaty)، به معنی "نوشتن" یا "نقش زدن" گرفته شده است، زیرا طرح‌ها روی آن نقاشی نمی‌شوند، بلکه با موم زنبور عسل کشیده (نقش)  می‌شوند. جمع پیسانکا‌ها را پیسانکی می‌نامند.
بسیاری از دیگر گروه‌های قومی اروپای مرکزی و شرقی، تخم‌مرغ‌ها را با استفاده از مقاومت موم برای عید پاک تزئین می‌کنند. این‌ها شامل: بلاروسی‌ها (پیسانکا)، بلغاری‌ها (پیسانو یایتسه)، کارپاتو-روسین‌ها (پیسانکی)، کروات‌ها (پیسانیکا)، چک‌ها (کراسلایس)، مجارها (هیموستایاس)، لیتوانیایی‌ها (مارگوتیس)، لهستانی‌ها (پیسانکا)، رومانیایی‌ها (اوآ وُپسایت، اینکوندی‌ایت یا ایمپیسترایت)، صرب‌ها (پیسانیکا)، اسلواک‌ها (کراسلیکا)، اسلوونی‌ها (پیرهی، پیسانیس یا ریمنکی) و سوربی‌ها (ججکا پیساچ).

## انواع تخم‌مرغ‌های تزئین‌شدۀ اوکراینی
پیسانکا اغلب به معنای هر نوع تخم‌مرغ تزئین شده در نظر گرفته می‌شود اما به طور خاص به تخم‌مرغی گفته می‌شود که با روش باتیک مومی منقوش شده و با استفاده از نقوش و طرح‌های عامیانۀ سنتی ایجاد شده است. چندین نوع دیگر از تخم‌مرغ های تزئین شده در سنت اوکراینی دیده می‌شود، و این‌ها در مناطق مختلف اوکراین متفاوت است.
- کراشانکی – از ریشۀ "کراسیتی" (به اوکراینی: писати)، به معنی: «برای تزئین‌کردن» – تخم‌مرغ آب‌پز یک رنگ (با رنگ‌های گیاهی، به طور سنتی با پوست پیاز جوشانده می‌شود) رنگ‌آمیزی می‌شود و در عید پاک متبرک و خورده می‌شود.
- پیسانکی – از ریشۀ "پیساتی"، به معنی: «نوشتن» – تخم‌مرغ‌های خامی هستند که با روش مقاومت در برابر موم (رنگرزی مقاوم) ایجاد می‌شوند. این طرح‌ها با موم داغ با سرِ سوزن یا قلم مخصوصی به نام پیساچوک (به اوکراینی: писачок) یا کیستکا (به اوکراینی: кістка)، که دارای یک قیف کوچک برای نگهداری مقدار کمی موم مایع است، کشیده می‌شوند. کلمه‌ای که برای توصیف تخم‌مرغ استفاده می‌شود در واقع از فعل اوکراینی "پیساتی" به معنای «نوشتن» گرفته شده است. تخم‌مرغ‌های چوبی و تخم‌مرغ های مُهره‌دار اغلب به عنوان "پیسانکی" شناخته می‌شوند زیرا سبک تزئینی پیسانکی را در مدیوم(رسانه‌)های مختلف تقلید می‌کنند.
- کراپانکی – از ریشۀ "کراپکا" (به اوکراینی: крапка)، به معنی: «یک نقطه‌» – تخم‌مرغ‌های خامی هستند که با استفاده از روش مقاومت در برابر موم تزئین شده‌اند، اما تنها با نقطه‌هایی به عنوان تزئین (بدون علامت یا نقاشی دیگر). آن‌ها به طور سنتی با چکاندن موم مذاب از یک شمع موم زنبور عسل روی تخم‌مرغ ایجاد می‌شوند. آن‌ها را می‌توان ساده‌ترین نسخۀ "پیسانکا" یا "پیسانکای-ساده" در نظر گرفت.
- دریاپانکی – از ریشۀ "دریاپاتی" (به اوکراینی: дряпати)، به معنی: «خراشیدن» – با خاراندن سطح یک تخم‌مرغ رنگ شده برای آشکار کردن پوستۀ سفید زیر ایجاد می‌شود.
- مالیوانکی – از ریشۀ "مالیوواتی" (به اوکراینی: малювати)، به معنی: «رنگ کردن» – با نقاشی طرحی با قلم‌مو با استفاده از رنگ‌های روغنی یا آبرنگ ایجاد می‌شود. گاهی برای اشاره به رنگ‌آمیزی (به عنوان مثال با ماژیک) روی تخم‌مرغ نیز استفاده می‌شود.
- ناکلیانکی – از ریشۀ: "کِلیاتی" (به اوکراینی: клеїти)، به معنی: «برای چسب‌زدن» – با چسباندن اشیا به سطح تخم‌مرغ ایجاد می‌شود.
- تراولنکی – از ریشۀ: "تراولنیا" (به اوکراینی: травлення)، «حکاکی‌کردن» – با موم مالی تخم‌مرغ‌ها و سپس حکاکی کردن مناطق موم نشده ایجاد می‌شود. این یک روش سنتی اوکراینی نیست، اما اخیراً رایج شده است.
- بیسرکی – از ریشۀ: "بیسر" (به اوکراینی: бісер)، به معنی: «مهره» – با پوشاندن تخم‌مرغ با موم زنبور عسل، و سپس قرار دادن مهره‌ها در موم برای ایجاد طرح‌های هندسی ایجاد می‌شود.
- لیستوفکی – از ریشۀ: "لیستیا" (به اوکراینی: листя)، به معنی: «برگ‌ها» – با رنگ کردن تخم‌مرغی که برگ‌های کوچکی به آن چسبیده است ایجاد می‌شود.

همه آن‌ها به جز کراشانکی و لیستوفکی معمولاً تزئینی هستند (برخلاف خوراکی)، و زرده و سفیدۀ تخم‌مرغ یا به مرور زمان خشک می‌شوند یا (در دوران معاصر) با دمیدن درون آن‌ها از سوراخ کوچکی در تخم‌مرغ خارج می‌شوند.
در سال‌های اخیر، اشکال جدیدی از تزئین تخم‌مرغ از خارج از کشور آورده شده و در اوکراین رایج شده است. این‌ها شامل:
- ریزبلنکی – از ریشۀ: "ریزبیتی" (به اوکراینی: різьбити)، به معنی: «بریدن، تراشیدن» – با سوراخ کردن سطح تخم‌مرغ برای ایجاد تکه‌های بریده شده ایجاد می‌شود.
- لینیوکی – از ریشۀ: "لینووی" (به اوکراینی: лінивий)، به معنی: «تنبل» – یک اصطلاح شوخی برای توصیف تخم‌مرغ‌هایی که با برچسب یا پوشش شرینک تزئین شده‌اند.

## تاریخچه

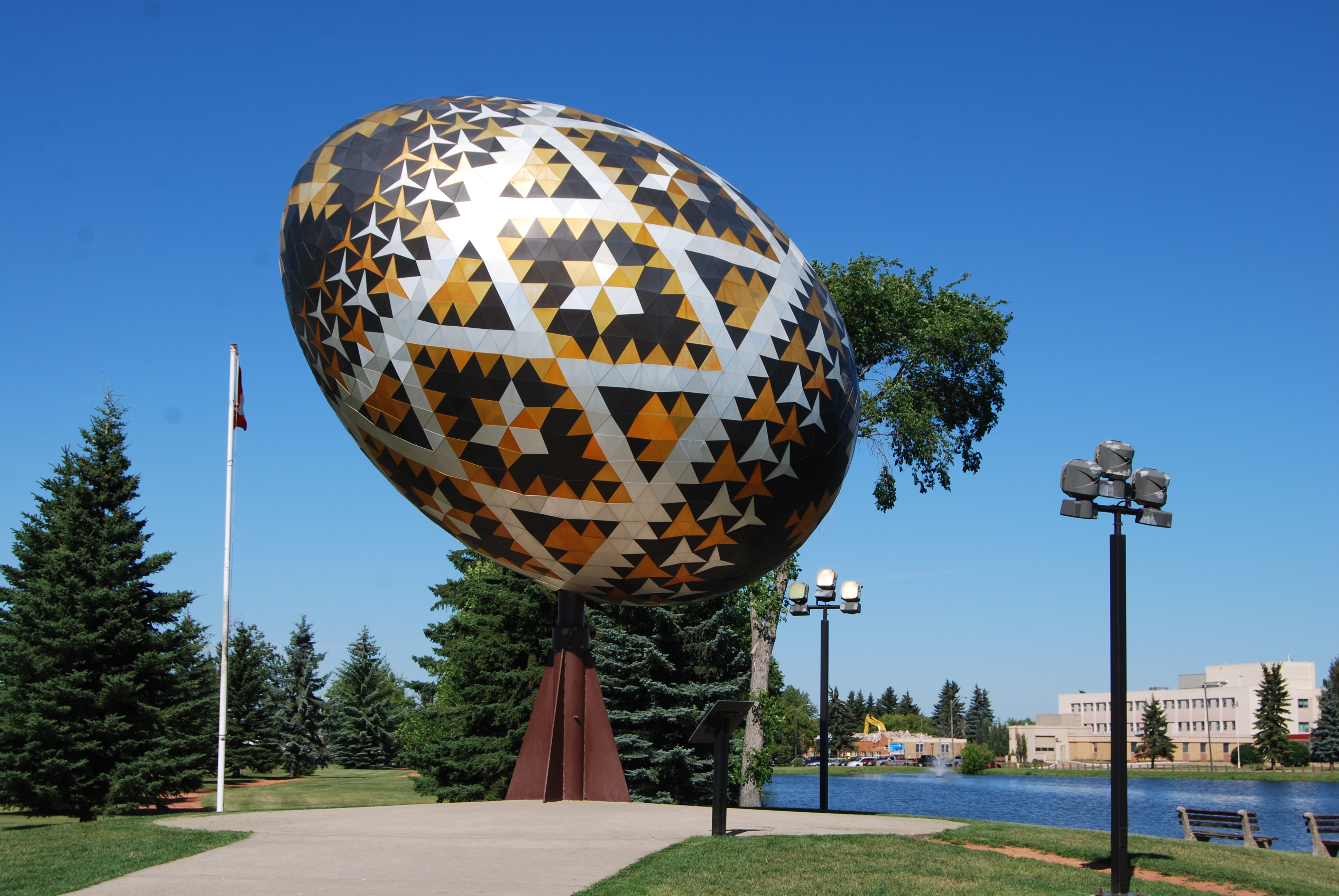
بزرگترین پیسانکای جهان در سال ۱۹۷۴ میلادی به مناسبت یکصدمین سالگرد پلیس سواره‌نظام سلطنتی کانادا در وگرویل، آلبرتا ساخته شد

به گفتۀ بسیاری از محققان، هنر تزئین تخم‌مرغ به روش مقاومت در برابر موم (باتیک) در فرهنگ‌های اسلاو احتمالاً به دوران پیش از مسیحیت باز می‌گردد. آن‌ها این را بر اساس ماهیت گستردۀ این عمل و ماهیت نمادهای استفاده شده در دوران پیش از مسیحیت استوار می‌کنند. هیچ نمونۀ باستانی از پیسانکی (جمع پیسانکا) دست نخورده وجود ندارد، زیرا پوسته‌های تخم‌مرغ‌های اهلی شکننده هستند، اما قطعاتی از پوسته‌های رنگی با تزئینات ضد مومی روی آن‌ها در طی کاوش‌های باستان‌شناسی در اوسترووک (Ostrówek)، لهستان (نزدیک شهر اوپوله) در یک سکونتگاه اسلاوی از اوایل دوران پیاست کشف شده است.
مانند بسیاری از فرهنگ‌های باستانی، اوکراینی‌ها خدای خورشید، داژبوگ را می‌پرستیدند. خورشید مهم بود – زمین را گرم می‌کرد و بنابراین منبع همۀ حیات بود. تخم‌مرغ‌های تزئین شده با نمادهای طبیعت، بخشی جدایی‌ناپذیر از آیین‌های بهاری شدند و به عنوان طلسم‌های خیرخواهانه عمل می‌کردند.
در دوران پیش از مسیحیت، داژبوگ یکی از خدایان اصلی پانتئون اسلاو بود. پرندگان مخلوقات منتخب خدای خورشید بودند، زیرا آن‌ها تنها کسانی بودند که می‌توانستند به او نزدیک شوند. انسان‌ها نمی‌توانستند پرندگان را بگیرند، اما موفق شدند تخم‌هایی را که پرندگان گذاشته بودند به دست آورند. بنابراین، تخم‌ها اشیاء جادویی، منبع زندگی بودند. تخم‌مرغ همچنین در جشنواره‌های آیین بهار مورد احترام قرار می‌گرفت – این تخم‌مرغ نشان‌دهندۀ تولد دوبارۀ زمین بود. زمستان طولانی و سخت به پایان رسید. زمین شکفت و دوباره متولد شد درست همانطور که تخم‌مرغ به طور معجزه‌آسایی با زندگی می‌شکوفد. بنابراین اعتقاد بر این بود که تخم‌مرغ دارای قدرت‌های ویژه‌ای است.
با ظهور مسیحیت، طی یک فرآیند تلفیق دینی، نماد تخم‌مرغ تغییر یافت و نه تولد دوبارۀ طبیعت، بلکه تولد دوبارۀ انسان را نشان داد. مسیحیان نماد تخم‌مرغ را پذیرفتند و آن را به قبری تشبیه کردند که مسیح از آن برخاست. با پذیرش مسیحیت در سال ۹۸۸ پس از میلاد، پیسانکای تزیین شده به مرور زمان برای ایفای نقش مهمی در آیین‌های اوکراینیِ دین جدید، وفق داده شد. بسیاری از نمادهای پرستش خورشید قدیمی باقی ماندند و برای نشان دادن عید پاک و رستاخیز مسیح، وفق داده شدند.
در دوران جدید، هنر پیسانکا توسط مهاجران اوکراینی به آمریکای شمالی و جنوبی منتقل شد، جایی که این رسم رایج شد، ولی همزمان توسط رژیم شوروی (به عنوان یک عمل مذهبی) در اوکراین طرد شد، به گونه‌ای که که تقریباً فراموش شد. مجموعه‌های موزه هم در اثر جنگ و هم توسط کادرهای شوروی ویران شدند. از زمان استقلال اوکراین در سال ۱۹۹۱ میلادی، تولد دوبارۀ این هنر عامیانه در زادگاهش، و تجدید علاقه به حفظ طرح‌های سنتی و تحقیق در مورد نمادگرایی و تاریخچۀ آن تجدید شده است.

## باستان شناسی
هیچ پیسانکی واقعی از دوره‌های ماقبل تاریخ اوکراین یافت نشده است، زیرا پوستۀ تخم‌مرغ به خوبی حفظ نمی‌شود. تخم‌های سرامیکی در حفاری‌های نزدیک روستای لوکا وروبلیوتس‌کا، در حین کاوش‌های مکان تری‌پیلیان (هزارۀ پنجم تا سوم پیش از میلاد) کشف شده است. این تخم‌ها تزیین شده بودند و به شکل توروخکال‌تسی (به اوکراینی: торохкальці)؛ (جغجغه‌هایی حاوی سنگ ریزه بودند که ارواح شیطانی را با آن می‌ترسانند).
به طور مشابه، هیچ پیسانکی واقعی از دورۀ روس کی‌یف وجود ندارد، اما نسخه‌های سنگی، گِلی و استخوانی از حفاری‌ها در بسیاری از مکان‌ها در سراسر اوکراین پیدا شده است. رایج‌ترین آن‌ها تخم‌مرغ‌های سرامیکی است که با طرح سوسونکا (گیاه دم اسب) (به اوکراینی: сосонка) به رنگ زرد و سبز روشن در پس زمینۀ تیره تزئین شده است. بیش از ۷۰ تخم‌مرغ از این دست در حفاری‌های سراسر اوکراین یافت شده است که بسیاری از آن‌ها از گورهای کودکان و بزرگسالان هستند. تصور می‌شود که آن‌ها نمایشی از تخم‌مرغ‌های تزئین شدۀ واقعی هستند.
این تخم‌مرغ‌های سرامیکی در روس کی‌یف رایج بود و سبک خاصی داشت. آن‌ها کمی کوچکتر از اندازۀ واقعی (۲/۵ در ۴ سانتی‌متر یا ۱ در ۱/۶ اینچ) بودند و از خاک رُس صورتی، مایل به قرمز به روش مارپیچی (روش سفالگری فتیله‌ای) ایجاد شدند. تخم‌‌مرغ‌های لعاب‌دار مایولیکا زمینه‌ای قهوه‌ای، سبز یا زرد داشتند و نوارهای زرد و سبز درهم‌ تنیده را نشان می‌دادند. تخم‌‌مرغ‌های ساخته شده در شهرهای بزرگی مانند کی‌یف و چرنیهیف، که کارگاه‌هایی داشتند که کاشی‌های سفالی و آجر تولید می‌کردند، این کاشی‌ها (و پیسانکی) را نه تنها به صورت محلی مورد استفاده قرار می‌دادند، بلکه به لهستان و چندین کشور اسکاندیناوی و بالتیک نیز صادر می‌کردند.
قدیمی‌ترین پیسانکای "واقعی" در سال ۲۰۱۳ میلادی در حفاری لویو ، و درون یک سیستم جمع‌آوری آب باران یافت شد که مربوط به قرن ۱۵ یا ۱۶ میلادی است. پیسانکا روی یک تخم‌غاز نقش شده بود که تا حد زیادی دست نخورده کشف شد و طرح آن به شکل یک الگوی موجی است. دومین پیسانکای قدیمی شناخته شده در سال ۲۰۰۸ میلادی در کاوش باتورین کشف شد و به پایان قرن هفدهم باز می‌گردد؛ (باتورین پایتخت هتمن مازپا بود و در سال ۱۷۰۸ میلادی توسط ارتش پتر یکم با خاک یکسان شد.) یک پیسانکای کامل (اما خرد شده)، یک پوستۀ تخم‌مرغ با طرح‌های هندسی در پس زمینۀ آبی مایل به خاکستری.

## افسانه‌ها
هوتسول‌ها (گروهی از روسین‌ها که در کوه‌های کارپات در اطراف غرب اوکراین زندگی می‌کنند) معتقدند که سرنوشت جهان به پیسانکا بستگی دارد. تا زمانی که رسمِ منقوش کردن تخم‌مرغ ادامه داشته باشد، جهان وجود خواهد داشت. اگر به هر دلیلی این رسم کنار گذاشته شود، شیطان (به شکل مار وحشتناکی که برای همیشه به یک صخره زنجیر شده است) جهان را فرا خواهد گرفت. هر سال مار عوامل خود را می‌فرستد تا ببیند چه تعداد پیسانکی منقش شده است. اگر تعداد کم باشد، زنجیر مار باز می‌شود و او آزاد است که در زمین سرگردان شود و باعث خرابی و ویرانی شود. از سوی دیگر، اگر تعداد پیسانکاها زیاد شده باشد، زنجیرها محکم می‌شوند و نیکی تا یک سال دیگر بر شر پیروز می‌شود.
افسانه‌های جدیدتر فولکلور و باورهای مسیحی را در هم آمیخت و تخم‌مرغ را محکم به جشن عید پاک چسباند. یکی از افسانه‌ها که مربوط به مریم باکره است، از زمانی می‌گوید که مریم در کنار صلیب به سربازان تخم‌مرغ می‌داد. او از آن‌ها التماس می‌کرد که نسبت به پسرش کمتر ظلم کنند و گریه می‌کرد؛ اشک‌های مریم روی تخم‌مرغ‌ها می‌ریختند و آن‌ها را با نقاطی از رنگ درخشان می‌پوشاندند.
افسانۀ دیگری از زمانی که مریم مجدلیه برای مسح جسد عیسی به مقبره رفت می‌گوید؛ او یک سبد تخم‌مرغ برای پذیرایی با خود داشت، وقتی او به مقبره رسید و تخم‌ها را باز کرد، پوسته‌های سفید خالص به طرز معجزه‌آسایی رنگین کمانی از رنگ به خود گرفته بودند.
یک افسانۀ رایج دیگر از شمعون دستفروش می‌گوید که به عیسی کمک کرد تا صلیب خود را در راه گلگتا حمل کند. او اجناسش را کنار جاده گذاشته بود، و وقتی برگشت، تخم‌‌مرغ‌هایش همه به شکل پیسانکا تزئین شده بودند.

## خرافات و باورهای عامیانه
بسیاری از خرافات و باورهای عامیانه به پیسانکی (جمع پیسانکا) ارتباط داشته‌اند. تصور می‌شد که پیسانکی از خانواده‌ها در برابر ارواح شیطانی، فاجعه، رعد و برق و آتش‌سوزی محافظت می‌کند. پیسانکی با نقوش مارپیچی قدرتمندترین بودند، زیرا شیاطین و سایر موجودات نامقدس برای همیشه در مارپیچ‌ها به دام می‌افتادند. یک پیسانکای متبرک می‌تواند برای یافتن شیاطین پنهان شده در گوشه‌های تاریک خانۀ شما استفاده شود.
پیسانکی جادوی قدرتمندی داشت و باید به درستی از بین می‌رفت تا مبادا جادوگری به یکی از آن‌ها دست پیدا کند. او می‌توانست از پوسته برای جمع آوری شبنم و از شبنم جمع‌آوری شده برای خشک کردن شیر گاو استفاده کند. جادوگر همچنین می‌تواند از تکه‌هایی از پوسته تخم‌مرغ برای نوک زدن به افراد و مریض کردن آن‌ها استفاده کند. پوستۀ تخم‌مرغ باید خیلی ریز آسیاب می‌شد (و به جوجه‌ها داده می‌شد تا تخم‌مرغ‌هایی با لایه‌های خوبی بسازند)، یا تکه تکه می‌شد و در جریانی روان پرتاب می‌شد.
پارچه‌هایی که برای خشک کردن پیسانکی استفاده می‌شدند نیز قدرتمند بودند و از آن‌ها می‌توان برای درمان بیماری‌های پوستی استفاده کرد. لگد کردن پیسانکا بدشانسی تلقی می‌شد (خداوند هر کسی را که پیسانکا را لگد می‌کرد با ابتلا به انواع بیماری‌ها، مجازات می‌کرد.
دربارۀ رنگ‌ها و طرح‌های روی پیسانکی خرافاتی وجود داشت. یکی از افسانه‌های قدیمی اوکراین بر حکمت اعطای هدایای پیسانکی با رنگ‌های تیره‌تر و/یا طرح‌های فاخر و غنی به افراد مسن تمرکز دارد، زیرا زندگی آن‌ها قبلاً پر شده است. به همین ترتیب، مناسب است که به جوانان پیسانکاهایی با رنگ غالب سفید بدهید زیرا زندگی آن‌ها هنوز یک صفحۀ خالی است. دختران غالباً به مردان جوانی که دوست داشتند پیسانکی می‌دادند و نقوش قلب را در آن می‌گنجاندند؛ با این حال، گفته شد که یک دختر هرگز نباید به دوست پسرش پیسانکی بدهد که در بالا و پایین تخم‌مرغ طرحی نداشته باشد، زیرا ممکن است به این معنی باشد که دوست پسر به زودی موهایش را از دست خواهد داد.

## نقوش پیسانکاها

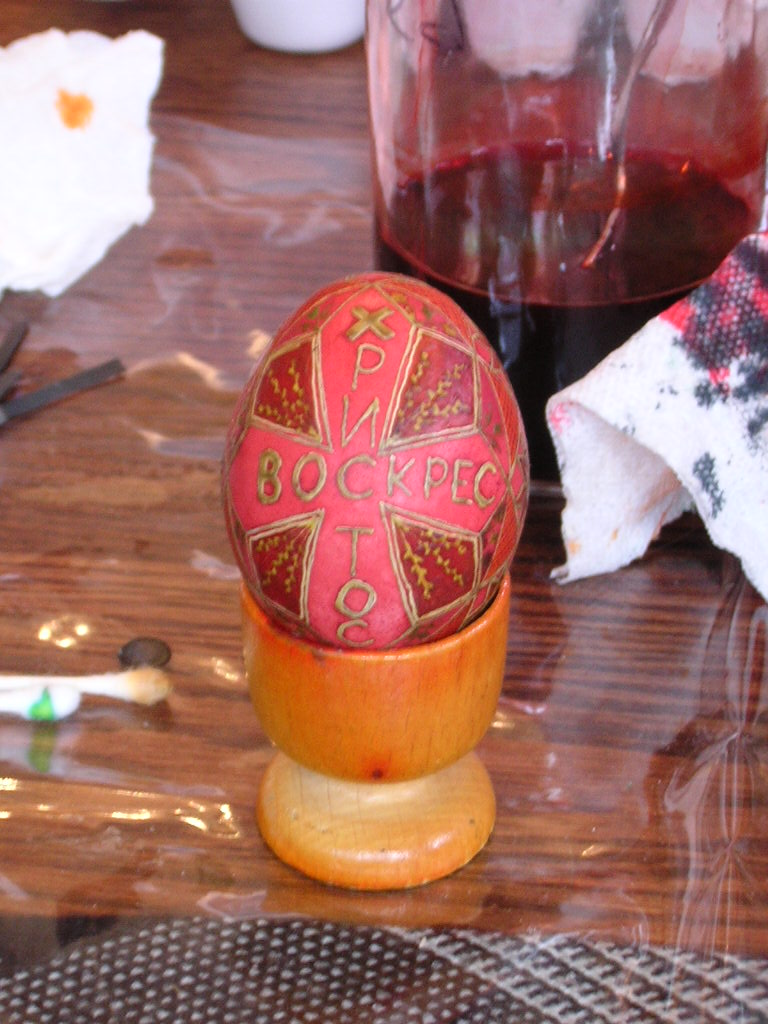
یک پیسانکای ناتمام، آماده برای غوطه‌ور کردن در رنگ سیاه. این پیسانکا حامل تبریک عید پاک اوکراینی است: «مسیح برخاسته است!»

هر منطقه، هر دهکده و تقریباً هر خانواده در اوکراین مراسم خاص خود، نمادها، معانی و فرمول‌های مخفی خود را برای رنگ کردن تخم‌مرغ داشتند. این آداب و رسوم وفادارانه حفظ شده و در طول نسل‌ها از مادر به دختر منتقل شده است. رسم تزیین پیسانکی با بیشترین دقت رعایت می‌شد و پیسانکا پس از تبرکِ عید پاک، قدرت زیادی به عنوان طلسم داشت.
پیسانکا به طور سنتی در آخرین هفتۀ صیام، با عنوان هفتۀ مقدس در گاه‌شمار ارتدکس و کاتولیک یونانی (متحد) ساخته می‌شد. (هر دو مذهب در اوکراین پیروانی دارند و هر دو هنوز عید پاک را بر اساس گاه‌شمار ژولینی جشن می‌گیرند.) آن‌ها توسط زنان خانواده ساخته می‌شوند. در اواسط فصل روزه (صیام)، زنان شروع به کنار گذاشتن تخم‌ها می‌کردند، تخم‌هایی که شکلی عالی و صاف داشتند، و در حالت ایدئال، اولین تخم‌گذاری‌های مرغ‌های جوان بود. همچنین باید یک خروس وجود می‌داشت، زیرا فقط می‌توان از تخم‌های بارور شده استفاده کرد. (اگر از تخم‌های غیر بارور استفاده می‌شد، هیچ باروری در خانه وجود نداشت.)
رنگها از گیاهان خشک‌شده، ریشه، پوست، انواع توت‌ها و حشرات (کوشینال) تهیه می‌شدند. رنگ زرد از گل‌های وودواکسن و رنگ طلایی از پوست پیاز به دست می‌آمد. رنگ قرمز را از چوب درخت لاگ‌وود یا کوشینال و سبز تیره و بنفش را از پوستۀ تخمه‌های آفتابگردان، انواع توت‌ها و پوست درخت سنجد استخراج می‌شد. رنگ سیاه از پوسته گردو درست می‌شد. رنگ‌ها به صورت مخفیانه و با استفاده از دستور العمل‌هایی که از مادر به دختر منتقل می‌شد، تهیه می‌شدند. گاهی رنگ‌های شیمیایی (رنگ‌های غیرمعمول یا دشوار) همراه با زاج از دستفروشان خریداری می‌شد، ماده‌ای که به تثبیت بهتر رنگ‌های طبیعی به پوستۀ تخم‌مرغ کمک می‌کرد.

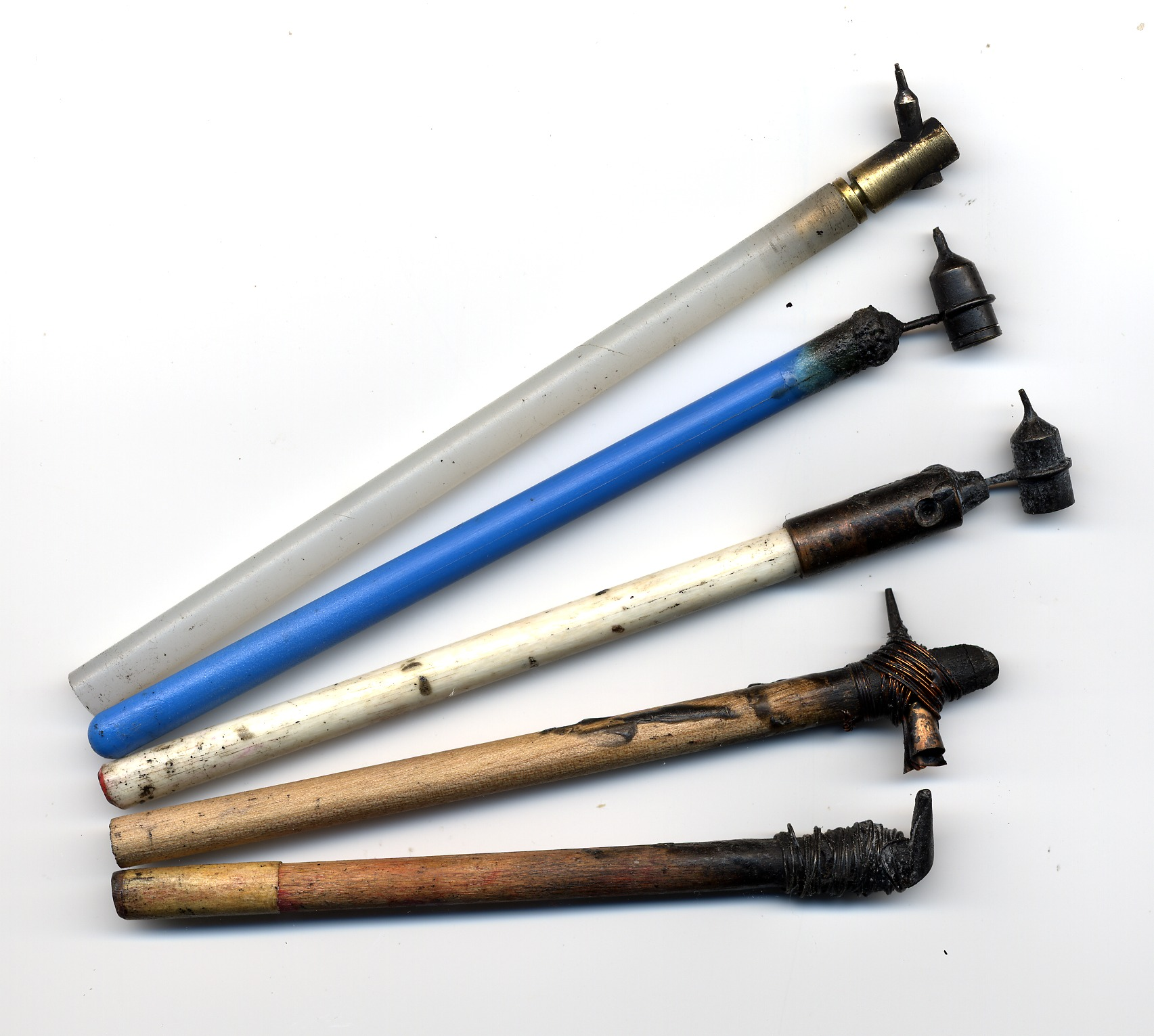
انواع قلم، از سنتی تا مدرن

یک قلم، معروف به پیساچوک، پیساک، پیسال‌تسه یا کیستکا (بسته به منطقه) تهیه می‌شد. این قلم از یک تکه آلیاژ برنج نازک که دور یک سوزن پیچیده شده و یک مخروط توخالی از برنج یا مس تشکیل می‌شد؛ و این قطعات را با سیم یا موی اسب به یک چوب کوچک وصل می‌کردند (معمولاً چوب بید ترجیح داده می‌شد). در مناطق لمکو، به جای آن از یک سنجاق یا میخ ساده که در انتهای چوب فرو می‌کردند (تکنیک قطره‌چکانی) استفاده می‌شد.
پیسانکاها در شب درست می‌شدند، زمانی که بچه‌ها خواب بودند. زنان فامیل دور هم جمع شدند و نمازهای مقتضی را می‌خواندند و مشغول کار می‌شدند. این کار به صورت مخفیانه انجام می‌شد (الگوها و ترکیب رنگ‌ها از مادر به دختر منتقل و به دقت محافظت می‌شد).
پیسانکاها با استفاده از روش مقاومت موم (باتیک) ساخته می‌شدند. موم زنبور عسل در یک کاسه کوچک روی اجاق بزرگ خانواده (به اوکراینی: піч) گرم می‌شد و قلم‌ها در آن فرو می‌رفتند، موم مذاب با حرکات دست روی تخم‌مرغ سفید اعمال می‌شد. هر تکۀ پوسته‌ که با موم پوشانده می‌شد، سفید باقی می‌ماند. سپس تخم‌مرغ را زرد رنگ می‌کردند و موم بیشتری روی آن می‌گذاشتند و سپس نارنجی، قرمز، بنفش، سیاه (توالی رنگ همیشه روشن تا تیره بود). تکه‌های پوستۀ پوشیده شده با موم به همان رنگ باقی می‌ماندند؛ پس از رنگ نهایی (معمولاً قرمز، قهوه‌ای و یا سیاه)، موم را با حرارت دادن تخم‌مرغ در اجاق گاز و پاک کردن ملایم موم ذوب شده یا فرو بردن مختصر تخم‌مرغ در آب جوش، خارج می‌کردند.
تخم‌مرغ‌های آب‌پز استفاده نمی‌شدند، زیرا پیسانکاها به طور کلی روی تخم‌مرغ خام یا کمتر معمول، تخم‌مرغ پخته شده (پچارکی) منقوش می‌شدند. تخم‌مرغ‌های آب‌پز را برای عید پاک با استفاده از رنگ پوست پیاز قرمز رنگ می‌کردند و به آن «کراشانکی» می‌گفتند. تعداد رنگ‌های تخم‌مرغ معمولاً محدود بود، زیرا رنگ‌های طبیعی زمان رنگرزی بسیار طولانی داشتند (گاهی چند ساعت). پیسانکاها به صورت دسته‌ای کشیده و رنگ می‌شدند.
روش دیگر، در مناطق قومی لمکو و بویکو و همچنین نادسیانیا، روش قطره‌چکانی بود. یک سر سوزن را در موم مذاب فرو کرده و سپس روی پوستۀ تخم‌مرغ قرار می‌دادند؛ نقاط ساده‌ای ایجاد می‌شد و یا با یک حرکت سریع دست اثری به شکل اشک یا ویرگول را ایجاد می‌کردند. از این قطرات برای ایجاد الگوها و طرح‌ها استفاده می‌شد. رنگرزی و حذف موم نیز همانند پیسانکای سنتی انجام می‌شد.
ساخت پیسانکی همچنان در دوران جدید نیز ادامه دارد. در عین حفظ بسیاری از جنبه‌های سنتی، تاثیر استفاده از فناوری‌های جدید مشهود است. رنگ‌های آنیلین تا حد زیادی جایگزین رنگ‌های طبیعی شده‌اند. اکنون قلم‌ها با مواد مدرن ساخته می‌شوند. اما قلم‌های سنتی هنوز از برنج و چوب ساخته می‌شوند، اما آن‌هایی که با دسته‌های پلاستیکی مدرن‌تر ساخته می‌شوند، محبوبیت بیشتری پیدا می‌کنند. نسخۀ الکتریکی قلم از دهۀ ۱۹۷۰ میلادی به صورت تجاری در دسترس بوده است، مخروط توخالی مسی تبدیل به یک مخزن فلزی که موم زنبور ذوب شده را در دمای ثابت نگه می‌دارد و مقدار بسیار بیشتری نسبت به یک قلم سنتی در خود نگه می‌دارد، شده است. این قلم‌های جدید (خواه برقی یا غیر برقی) دارای سرهای ماشین‌کاری شده با اندازه‌ها یا دهانه‌های بسیار ظریف تا بسیار درشت هستند.

## اهدای پیسانکا

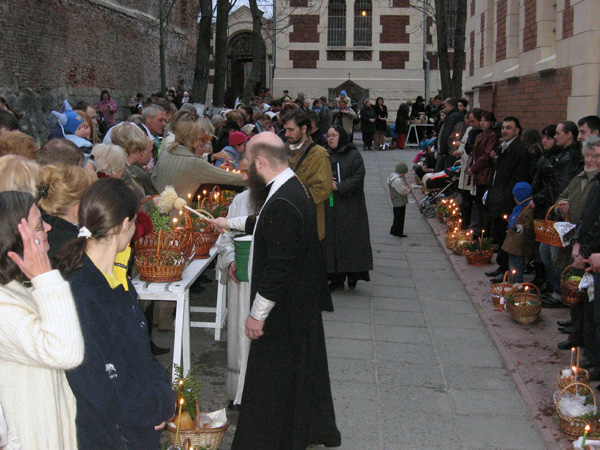
کشیش ارتدوکس شرقی در حال تبرک سبدهای عید پاک در لویو، اوکراین

پیسانکا معمولا ساخته شده است تا به اعضای خانواده و افراد مورد احترام داده شود. دادن پیسانکا به معنای دادن یک هدیه نمادین از زندگی است، به همین دلیل است که تخم مرغ باید کامل بماند. علاوه بر این، طرح‌ها، که ترکیبی از نقوش و رنگ‌ها بر روی یک پیسانکای عامیانۀ سنتی هستند، دارای معنایی عمیق و نمادین هستند. به طور سنتی، یک پیسانکا به منظور رساندن معنی نمادین آن به فردی هدیه داده می‌شود، چه برای آرزوی محافظت، باروری یا عشق باشد. معمولاً، پیسانکا‌ها در یک اتاق عمومی خانه و در نقطه‌ای برجسته از فضا به نمایش گذاشته می‌شوند.
در یک خانوادۀ پرجمعیت، بایستی تا پنجشنبۀ مقدس، بیش از ۶۰ عدد تخم‌مرغ توسط زنان خانه تکمیل شود (هر چه یک خانواده دختران بیشتری داشته باشند، پیسانکی بیشتری می‌سازند). سپس تخم‌ها در روز یکشنبۀ عید پاک برای تبرک به کلیسا برده می‌شوند و پس از آن هدیه داده می‌شوند. در اینجا فهرستی جزئی از نحوۀ استفاده از پیسانکاها ذکر شده است:
1. یک یا دو عدد به کشیش داده می‌شود.
2. سه تا چهار عدد را به قبرستان برده و روی قبور خانواده می‌گذارند.
3. ده تا بیست عدد به کودکان یا نوادگان می‌دهند.
4. ده تا دوازده عدد توسط دختران مجرد با پسران واجد شرایط جامعه مبادله می‌شوند.
5. تعدادی را نگاه می‌دارند تا اگر عزیزانی در طی سال فوت کنند، درون تابوت آن‌ها قرار دهند.
6. تعدادی از آن‌ها برای محافظت از آتش، صاعقه و طوفان در خانه نگهداری می‌شوند.
7. دو تا سه عدد را در آخور گاوها و اسب‌ها می‌گذارند، برای اطمینان از زایمان بی‌خطر و تامین شیر خوب برای جوانان.
8. حداقل یک تخم را در زیر کندو قرار می‌دهند تا از تولید خوب عسل اطمینان حاصل کنند.
9. برای هر حیوان چراگر، یک عدد ذخیره می‌شود تا در بهار با چوپانان به مرتع برده شوند.
10. چندین پیسانکی نیز در لانۀ مرغ‌ها برای تشویق به تخم‌گذاری قرار داده می‌شوند.

همه از کوچک تا بزرگ برای عید پاک یک پیسانکا دریافت می‌کنند. به جوانان پیسانکی با طرح‌های روشن داده می‌شود و پیسانکاهای تیره به افراد مسن داده می‌شود.
یک کاسه پر از پیسانکی همیشه در هر خانه نگهداری می‌شود. این تخم‌ها نه تنها به عنوان یک دکور رنگارنگ، بلکه به عنوان محافظی در برابر همۀ خطرات عمل می‌کنند. تعدادی از تخم‌ها را خالی می‌کنند و سر پرنده‌ای از موم یا خمیر و بال‌ها و پرهای دمی از کاغذ تا شده به آن‌ها وصل می‌کنند؛ این "کبوترها" برای مراسم بزرگداشت میلاد مسیح (نماد کبوتری که از آسمان فرود آمد و بر فراز عیسیِ نوزاد اوج گرفت)، جلوی دیگر نمادها آویزان می‌شوند.

## نمادشناسی نقوش پیسانکا

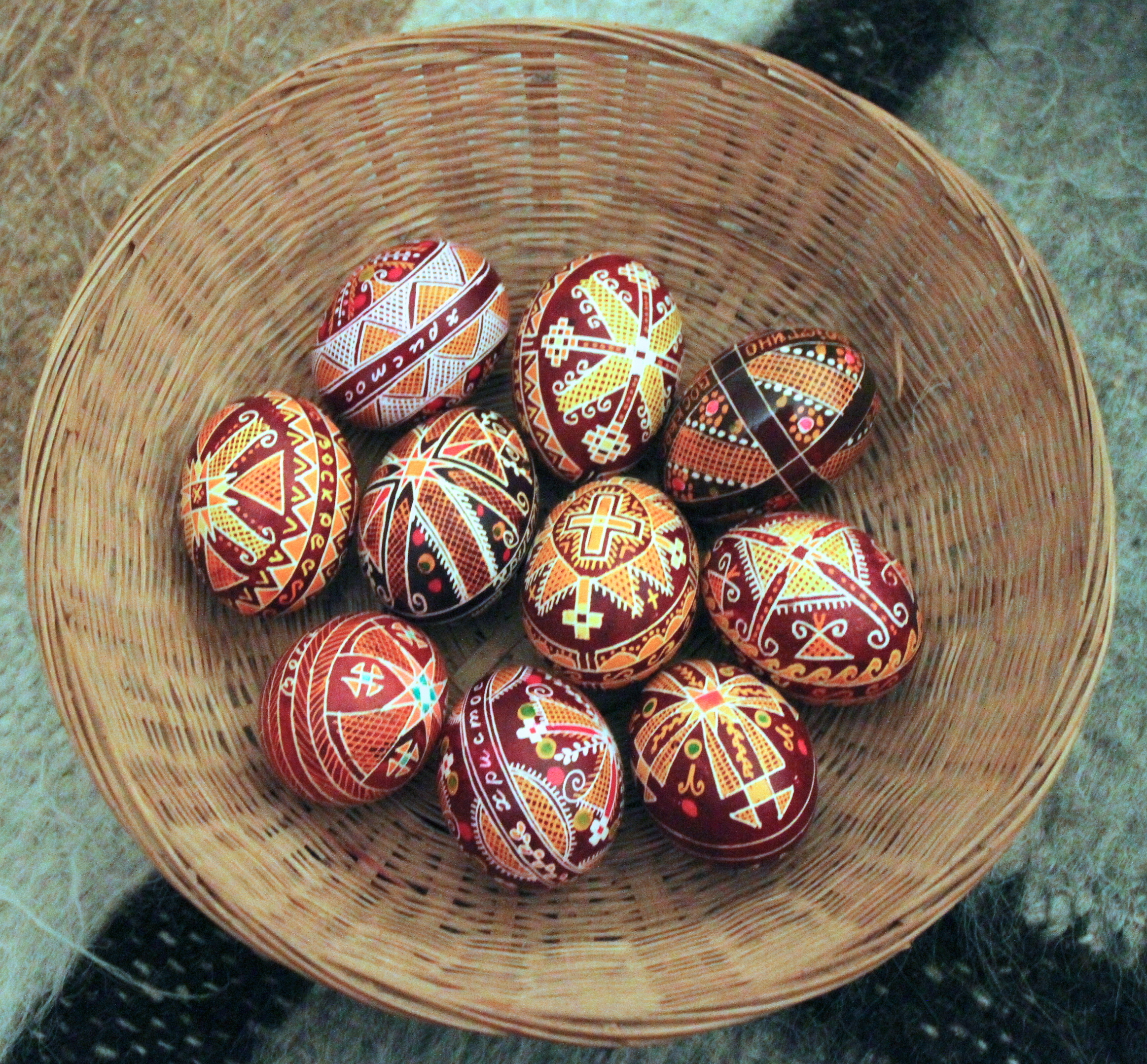
یک سبد پر از پیسانکی (پیسانکاها) هوتسول

تنوع زیادی از نقوش زینتی روی پیسانکا یافت می‌شود. به دلیل شکنندگی تخم‌مرغ، نمونه‌های باستانی کمی از پیسانکی باقی مانده است. با این حال، نقوش طراحی مشابه در سفالگری، نجاری، فلزکاری، گل‌دوزی اوکراینی و دیگر هنرهای عامیانه وجود دارد، که بسیاری از آن‌ها باقی مانده‌اند.
نمادهایی که پیسانکی را با آن‌ها تزئین می‌کردند در طول زمان تحت فرآیند انطباق قرار گرفتند. در دوران پیش از مسیحیت، این نمادها یک تخم‌مرغ را با قدرت‌های جادویی آغشته می‌کردند تا ارواح شیطانی را دفع کند، زمستان را بیرون کند، محصول خوبی را تضمین کند و برای فرد خوش شانسی بیاورد. پس از سال ۹۸۸ میلادی، زمانی که مسیحیت به دین دولتی اوکراین تبدیل شد، تفاسیر بسیاری از نمادها شروع به تغییر کردند و نقوش بت‌پرستی در نور مسیحیت دوباره تفسیر شدند.
از اواسط قرن نوزدهم، پیسانکاها بیشتر به دلایل تزئینی ایجاد شده‌اند تا برای اهداف جادویی، به‌ ویژه در میان جوامع اوکراینی دور از وطن (دیاسپورا)؛ زیرا در عصر مدرن‌تر و علمی‌تر، اعتقاد به اکثر این آیین‌ها و اعمال از میان رفته است. علاوه بر این، دیاسپورای اوکراینی معانی را دوباره تفسیر کرده‌اند و نمادها و تفسیرهای جدید خود را از نمادهای قدیمی‌تر ایجاد کرده‌اند.
نام و معنای نمادها و عناصر طراحی مختلف از منطقه‌ای به منطقۀ دیگر و حتی از روستایی به روستای دیگر متفاوت است. نمادهای مشابه در مکان‌های مختلف می‌توانند تفسیرهای کاملاً متفاوتی داشته باشند. چندین هزار نقوش مختلف در طرح‌های عامیانه اوکراینی وجود دارد. آن‌ها را می‌توان در چند خانواده دسته‌بندی کرد. به خاطر داشته باشید که این معانی طلسم‌‌ها برای پیسانکاهای عامیانۀ سنتی با طرح‌های سنتی به کار می‌رفتند، و نه برای سازه‌های امروزین اصیل.

### نقوش هندسی

سوروکُکلین از پولیسیا

محبوب‌ترین طرح‌های پیسانکا اشکال هندسی هستند. خود تخم مرغ اغلب با خطوط مستقیم به مربع، مثلث و اشکال دیگر تقسیم می‌شود. سپس این اشکال با فرم‌ها و طرح‌های دیگر پر می‌شوند. این‌ نقوش همچنین از باستانی‌ترین نمادها هستند، تاریخچۀ این طرح‌ها با نقش‌مایۀ رشتو (به اوکراینی: решето) (به معنی: غربال)، به دوران پارینه سنگی بازمی‌گردد. سایر نمادهای هندسی باستانی، طبیعتِ کشاورزی دارند: مثلث‌ها که نماد ابر یا باران هستند. چهار ضلعی‌ها، به ویژه آن‌هایی که طرح رشتو در آن‌ها وجود دارد، نماد یک مزرعۀ شخم زده بودند. نقطه به معنی دانه بود.
امروزه معمولاً نمادهای هندسی در پیسانکاها استفاده می‌شوند. گفته می‌شود که مثلث نماد تثلیث مقدس مسیحی است. در دوران باستان نماد تثلیث‌های دیگر بود: عناصر هوا، آتش و آب، خانواده (مرد، زن و کودک) یا چرخۀ زندگی (تولد، زندگی و مرگ). گاهی گفته می‌شود که الماس، نوعی چهارضلعی، نماد دانش است. حلقه‌ها/مارپیچ‌ها نمادهای باستانی زمیا/مار هستند و به معنای دفاع یا محافظت هستند. گفته می‌شود که مارپیچ در برابر نیروی ناپاک (به اوکراینی: нечиста сила) محافظ است؛ یک روح شیطانی که اتفاقی وارد خانه‌ای می‌شود به داخل مارپیچ کشیده می‌شود و در آنجا به دام می‌افتد. نقطه‌هایی که می‌توانند نشان‌دهندۀ دانه‌ها، ستاره‌ها یا تخم‌های فاخته (نمادی از بهار) باشند، به طور عامیانه به اشک‌های باکرۀ مقدس تعبیر می‌شوند. نقوش قلب‌ نیز گاهی دیده می‌شوند، و مانند سایر فرهنگ‌ها، نشان‌دهندۀ عشق هستند.

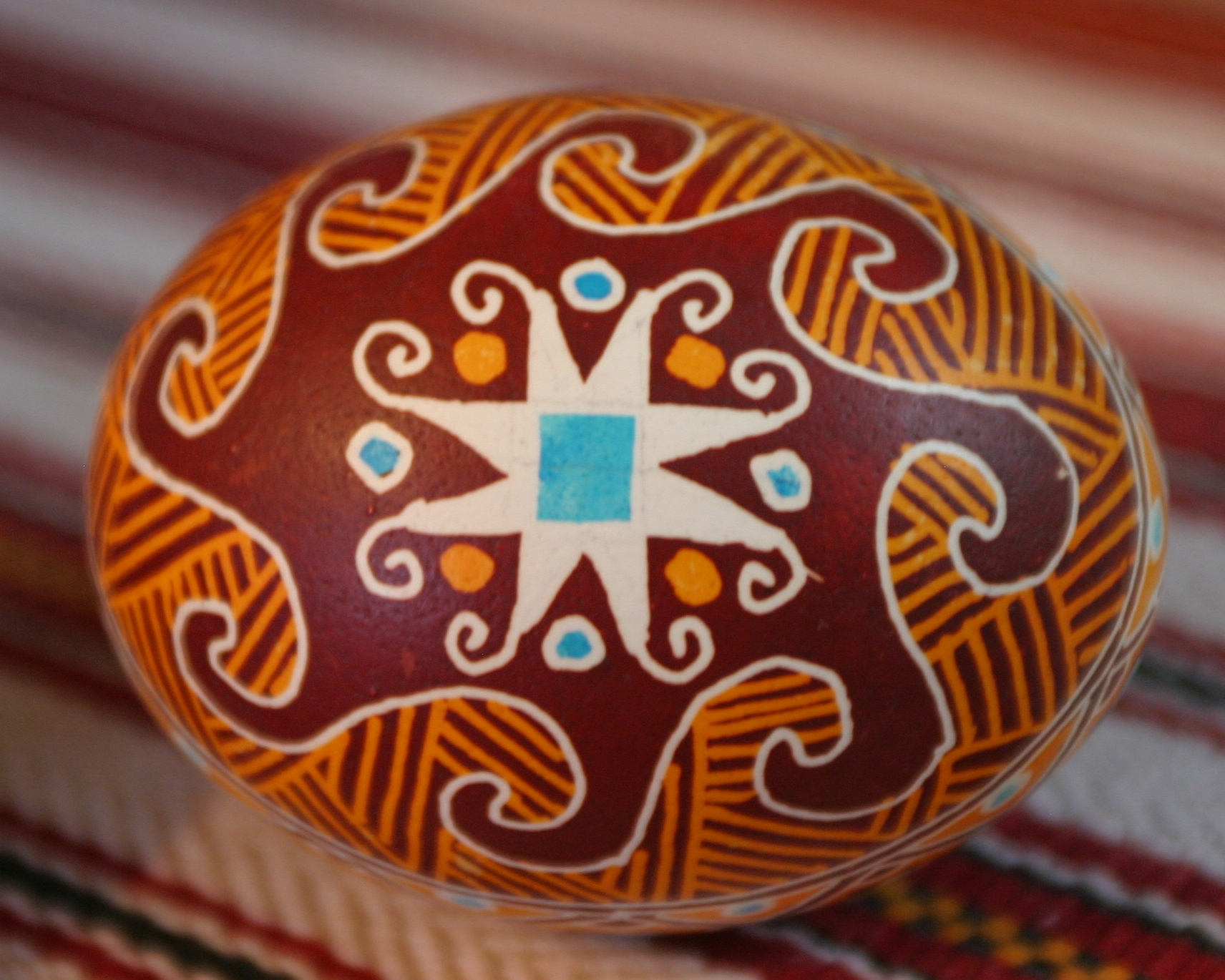
نقوش پر پیچ و خم روی پیسانکای سنتی

یکی از اقتباس‌های جالب طرح هندسی نه یک نماد فی‌نفسه بلکه تقسیم تخم‌مرغ، به نام «چهل مثلث» (در واقع ۴۸) یا «سوروکوکلین (به معنی: چهل گوه)» است. معنای باستانی آن مشخص نیست، اما اغلب گفته می‌شود که بیانگر چهل روز روزه، چهل شهید، چهل روزی که مسیح در بیابان گذرانده است، و یا چهل وظیفۀ زندگیِ زوج‌های متاهل.

### نوارهای ابدیت
نوارهای ابدیت یا پیچ و خم‌ها مرکب از امواج، خطوط منحنی یا روبان‌ها هستند؛ چنین خطی "بزکونچنیک" نامیده می‌شود. گفته می‌شود یک خط بدون پایان نشان‌دهندۀ جاودانگی است. اما امواج نماد آب هستند در نتیجه نماد زمیا/مار، خدای باستانی آب نیز هستند. بنابراین امواج به عنوان نماد کشاورزی در نظر گرفته می‌شوند، زیرا باران است که متضمن رویش محصولات خوب است.

### بِرِهینیا (نقش الهه)

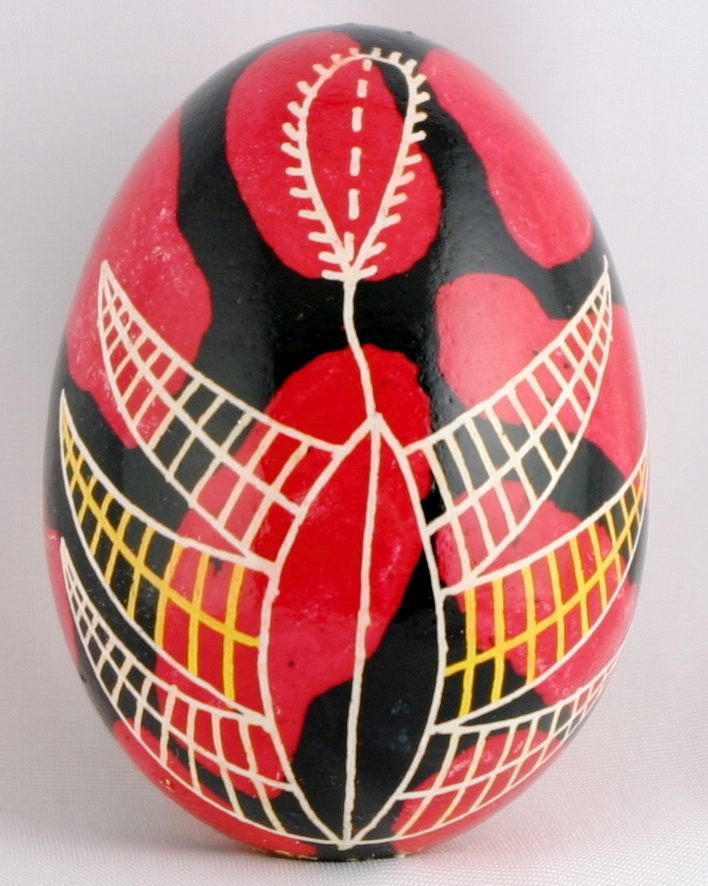
یک پیسانکای سنتی با موتیف برهینیا

بِرِهینیا یا بِرِگینیا (به اوکراینی: Береги́ня/به روسی: Береги́ня) یک روح زن (ویلا) در اساطیر اسلاو است که که اخیراً در ناسیونالیسم رمانتیک اوکراینیِ اواخر قرن بیستم با محوریت اسطوره‌های مادرسالارانه به عنوان یک "الهۀ اسلاو" با عملکرد "مادر آتشگاه، محافظ خانه" در نظر گرفته شده است
نقش الهه، یک نقش باستانی است و بیشتر در پیسانکاهای مناطق بوکووینا، پولیسیا یا پودیلیا یافت می‌شود. اعتقاد بر این بود که برهینیا منبع زندگی و مرگ است. او از یک سو مادری حیات بخش، خالق بهشت و همۀ جانداران و معشوقۀ آب بهشتی (باران) است که دنیا برای باروری و حاصلخیزی بر آن تکیه دارد. از سوی دیگر، او کنترل کنندۀ بی‌رحم سرنوشت‌ها بود.
گاهی الهه با بازوهای برافراشته به تصویر کشیده می‌شود، و تعداد بازوها متفاوت است، اما همیشه جفت هستند: ۲، ۴ یا ۶. این شبیه به ظاهر اورانتای مسیحی است. پیسانکی با این نقوش را «بوهین‌کی» (به اوکراینی: богиньки) به معنی: «الهه‌های کوچک» یا «ژوچکی» (به اوکراینی: жучки) به معنی: «سوسک‌ها» نامیده می‌شد، نام دوم به این دلیل است که از نظر ظاهری شبیه به حرف سیریلیک Ж (ژ) است. گاهی نقش برهینیا انتزاعی شده است و با یک گیاه (وازون) یا همان (درختِ زندگی) نشان داده می‌شود. بازوانش شاخه و گل می‌شود و در گلدانی محکم ریشه می‌زند.
رایج‌ترین تصویر الهۀ بزرگ، ترکیبی است که حاوی "کوچری" (حلقه‌) است. برهینیا ممکن است روی یک حلقۀ مجعد دیده شود، یا ممکن است به یک حلقۀ مجعد بال داده‌ شود؛ نماد ممکن است دو برابر شود، از انتها به انتها. معمولاً تاجی روی سر برهینیا وجود دارد. به این ترکیب‌ها نام‌های عامیانۀ «ملکه»، «شاهزاده خانم»، «خروس»، «داس»، «مرغابی» و یا به سادگی «بال» داده شده است.

### نمادهای مسیحی

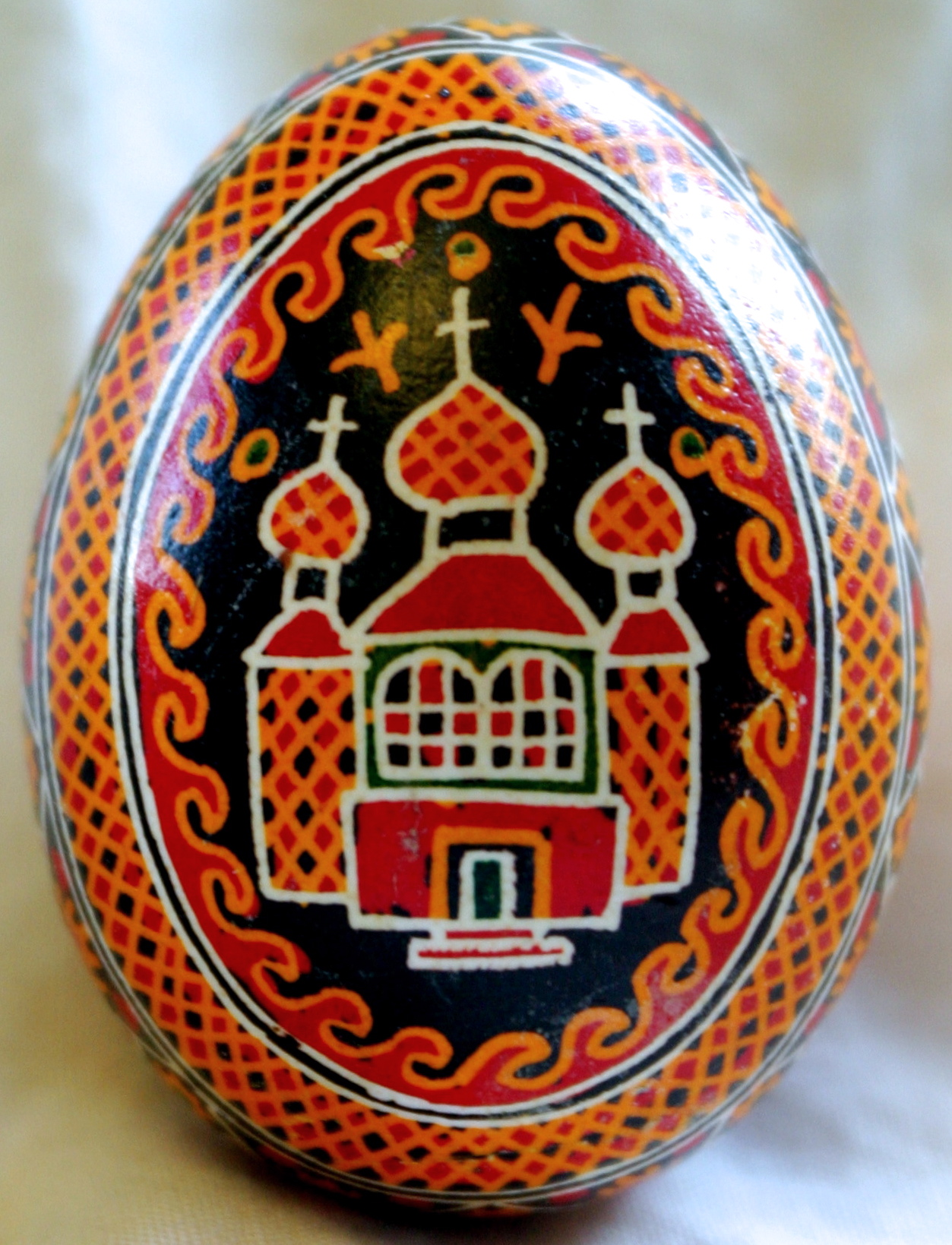
یک پیسانکای سنتی با نقش کلیسا

تنها نماد سنتی مسیحی واقعی، و نه نمادی که از نماد‌های بت‌پرستی پیشین اقتباس شده باشد، کلیسا است. کلیساهای سبک‌وار (طراحی یا نمایش بر اساس یک سبک یا الگوی سبکی) اغلب در پیسانکاهایی از مناطق هوتسول (از جمله بخش‌هایی از بوکووینا) یافت می‌شوند. بخش‌های کلیسا معمولاً سه‌تایی هستند: سه طبقه/بام، سه برج، سه دهانه (پنجره‌ها، درها). گاهی فقط برج ناقوس (دزوینیتسیا) به تصویر کشیده شده است.
صلیب‌ها نسبتاً رایج هستند، اگرچه بیشتر صلیب‌هایی که در پیسانکی سنتی یافت می‌شوند صلیب‌های اوکراینی (بیزانسی) نیستند. صلیب‌هایی که بیشتر به تصویر کشیده می‌شوند از نوع صلیب سادۀ «یونانی» با بازوهایی با طول مساوی هستند. این نوع صلیب پیش از مسیحیت است و نماد خورشید است (نمایشی انتزاعی از پرندۀ خورشیدی). گاهی با نقش ستاره (روژا) ترکیب می‌شود. نوع صلیب "صلیب متقاطع" که در آن انتهای هر بازو به صورت ضربدری دیده می‌شود، به‌خصوص در پیسانکی هوتسول و بوکووینی.
دیگر نمادهای مذهبی اقتباس شده عبارتند از مثلثی با دایره‌ای در مرکز، که به چشم خدا اشاره می‌کند و به «دست خدا» معروف است.
در قرن بیستم و بیست و یکم، پیسانکاهای عامیانۀ تولید تجاریِ کارپات‌ها، به‌ ویژه کوسماخ، نمادهای مسیحی بیشتری را به نمایش گذاشتند. بازوی پایینی صلیب در طرح‌های قدیمی‌تر اغلب درازتر می‌شود تا مسیحی‌تر به نظر برسد، حتی اگر تقارن طرح را از بین ببرد. گاهی صلیب عیسی (با تصویر عیسی بر روی صلیب) دیده می‌شود. پیسانکاهایی با تصاویری از سبدهای عید پاک روی آن‌ها به همراه نقوشی، از جمله پاسکا و شمع نیز دیده می‌شود. کبوترهای سفید، به عنوان نمادهای روح‌القدس نیز فراوان دیده می‌شوند. کبوترها معمولاً در حال پرواز به تصویر کشیده می‌شوند، در حالی که سایر پرندگان وحشی به طور سنتی در حالت نشسته نشان داده می‌شوند.

### نقوش فیتومورفیک (اشکال-گیاهی)

نقوش تزئینی گل از منطقۀ لمکو

رایج‌ترین نقوشی که در پیسانکی یافت می‌شود، آن‌هایی هستند که با گیاهان و اجزای آن‌ها (گل‌ها و میوه‌ها) مرتبط هستند. زنانی که پیسانکی را نقش می‌کردند از دنیای طبیعت الهام می‌گرفتند و گل‌ها، درختان، میوه‌ها، برگ‌ها و گیاهان کامل را به شکلی بسیار سبک‌وار (نه واقع گرایانه) به تصویر می‌کشیدند. چنین تزئیناتی نماد تولد دوبارۀ طبیعت پس از زمستان بود و پیسانکی با نقوش گیاهی برای تضمین برداشت خوب نقش می‌شد. محبوب‌ترین طرح گل، گیاهی در گلدانی است که به تنهایی نماد درخت زندگی است و نسخه‌ای بسیار انتزاعی از برهینیا (الهۀ بزرگ) است.
پیسانکی ایجاد شده توسط مردم کوهستان منطقۀ هوتسول اوکراین، اغلب یک شاخۀ درخت صنوبر سبک‌وار، به عنوان نماد جوانی و زندگی ابدی را نشان می‌دهد. درختان، به طور کلی، نماد قدرت، تجدید، خلقت و رشد بودند. مانند نقوش حیوانات، اجزاء گیاهان (برگ، شاخه) نیز همان معنای نمادین کل را داشتند. درخت بلوط برای خدای باستانی پرون، قدرتمندترین پانتئون بت‌پرستان اسلاو، مقدس بود و بنابراین برگ‌های بلوط نماد قدرت بودند.
شاخه‌های درخت بید گاهی بر روی پیسانکی به تصویر کشیده می‌شوند. در اوکراین، برگ بید جایگزین برگ خرما در یکشنبه نخل می‌شود. اگرچه این یک موتیف رایج نیست و ممکن است افزوده‌ای جدیدتر باشد.
دو نقش گیاهی بسیار محبوب در پیسانکی مدرنِ جوامع اوکراینی دور از وطن، خشخاش و گندم هستند. این نقوش هرگز در پیسانکی سنتی دیده نمی‌شوند و صرفاً یک ابداع جدید هستند.

### گل‌ها

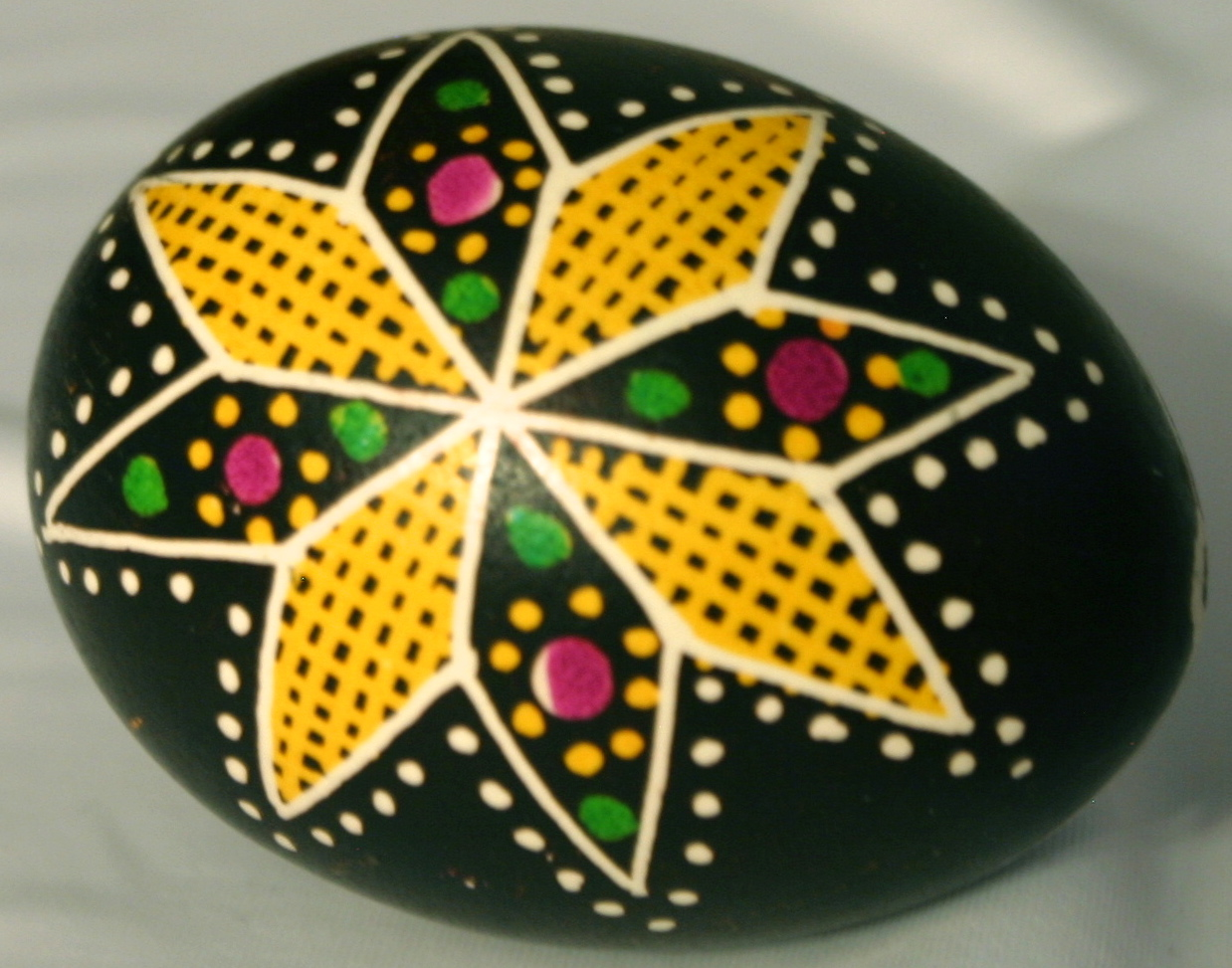
پیسانکای اوکراینی با نقش روژا (ستاره هشت پر)

گل‌ها یک نقش و نگار رایج پیسانکا هستند. آن‌ها را می‌توان به دو نوع تقسیم کرد: انواع خاص گیاه‌شناختی و غیر خاص.
انواع خاص گیاه‌شناختی عبارتند از: آفتابگردان، گل مروارید، بنفشه، میخک، گل پروانش و زنبق دره. این گل‌ها با ویژگی‌های شناختی نشان داده می‌شوند که آن‌ها را قابل تشخیص می‌کند. میخک‌ها لبۀ دندانه‌ای به گلبرگ خواهند داشت، گل‌های زنبق دره در امتداد یک ساقه قرار می‌گیرند، گل پروانش سه یا چهار برگ خواهد داشت (روی پیسانکا، پروانش با برگ‌هایش نشان داده می‌شود، و نه گل‌هایش).
نقوش گلی به نام ارکیده و لاله نیز وجود دارد، اما این‌ها نام‌های گیاه‌شناختی نیستند. آن‌ها در واقع نام‌هایی هستند که به گل‌های خارق‌العاده داده می‌شود، زیرا هیچ یک از این گل‌ها معمولاً تا دورۀ جدید در اوکراین یافت نمی‌شدند. اسامی نشان‌دهندۀ غیر معمول بودن طرح‌ها بود.
گل‌های غیر خاص بسیار رایج‌تر هستند و شامل روژا و سایر گل‌ها هستند. روژا (یا رُژا) از گل خطمی (پنیرک) نامگذاری شده است، اگرچه شبیه گل خطمی نیست و نام دیگری است که به نقش ستارۀ هشت پَر داده شده است. روژا می تواند پُر، خالی، مرکب، تقسیم شده یا حتی کج باشد. نشانۀ خورشید است. سایر انواع غیر خاص اغلب نام‌های ترکیبی دارند: گل-سیب‌زمینی، گل-توت‌فرنگی و غیره. آن‌ها معمولاً چینش ساده‌ای از گلبرگ‌های شش پَر یا بیشتر هستند و شباهت کمی به گیاهی که برای آن نام گذاری شده‌اند، دارند.

### وازون/درخت زندگی

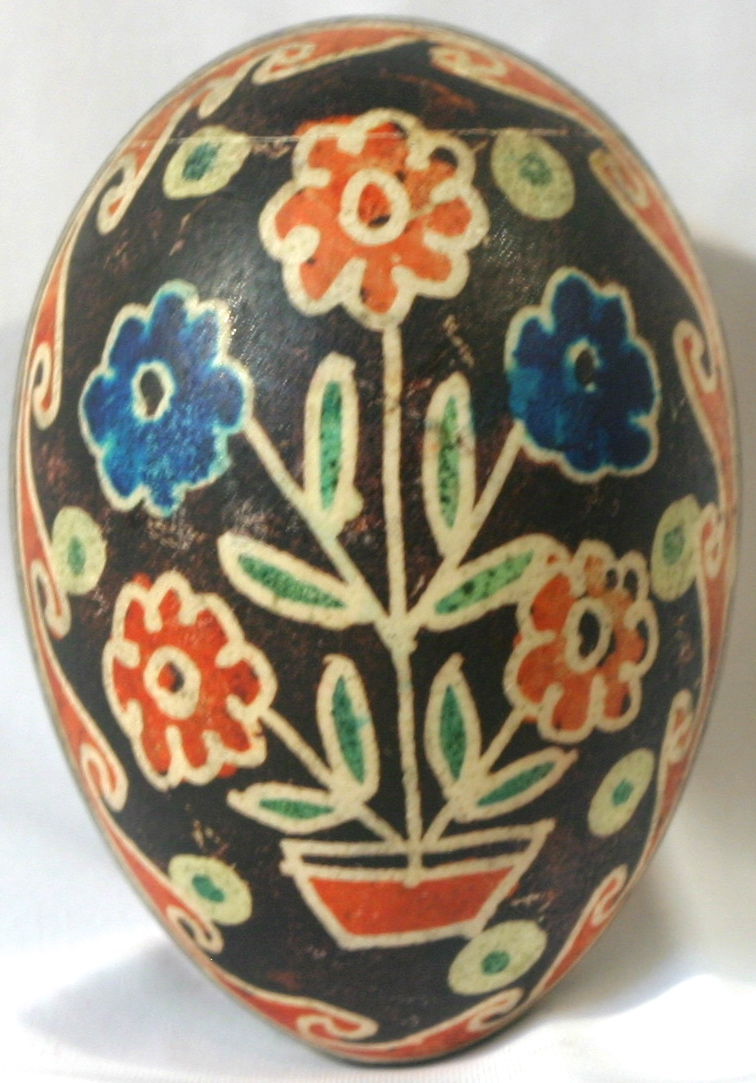
پیسانکای سنتی اوکراینی از منطقۀ بوکووینا، با نقش وازون (درخت زندگی)

نقش "درخت زندگی" به طور گسترده در طرح‌های سنتی پیسانکاها استفاده می‌شود. آن را می‌توان به طرق مختلف نشان داد. گاهی به صورت دو آهو در دو طرف درخت کاج ظاهر می‌شود. بیشتر اوقات به صورت گلدانِ گل (وازون)، پر از برگ و گل ظاهر می‌شود. گلدان خود معمولاً مستطیل، مثلث یا لوزی (نماد زمین) است و با نقطه (دانه) و خط تیره (آب) پوشیده شده است. شاخه‌های زیادی از آن به شکل متقارن با برگ و گل رشد می‌کنند. این گیاه نماد برهینیا (الهه) است که شاخه‌های آن نشان‌دهندۀ بازوهای متعدد الهۀ مادر است.

### میوه
میوه‌ها از نقوش رایج در پیسانکاها نیستند، اما گاهی استفاده می‌شوند. سیب، آلو و گیلاس از نقوش رایج در میوه‌ها هستند. مویز و انواع میوۀ بداغ جنگلی (کالینا) نیز گاهی دیده می‌شوند. این نقوش احتمالاً مربوط به باروری هستند. انگور بیشتر استفاده می‌شود، زیرا از یک نماد کشاورزی به یک نماد مذهبی تبدیل شده است که نشان‌دهندۀ عشای ربانی است.

### نقوش اسکوومورفیک (کشاورزی)

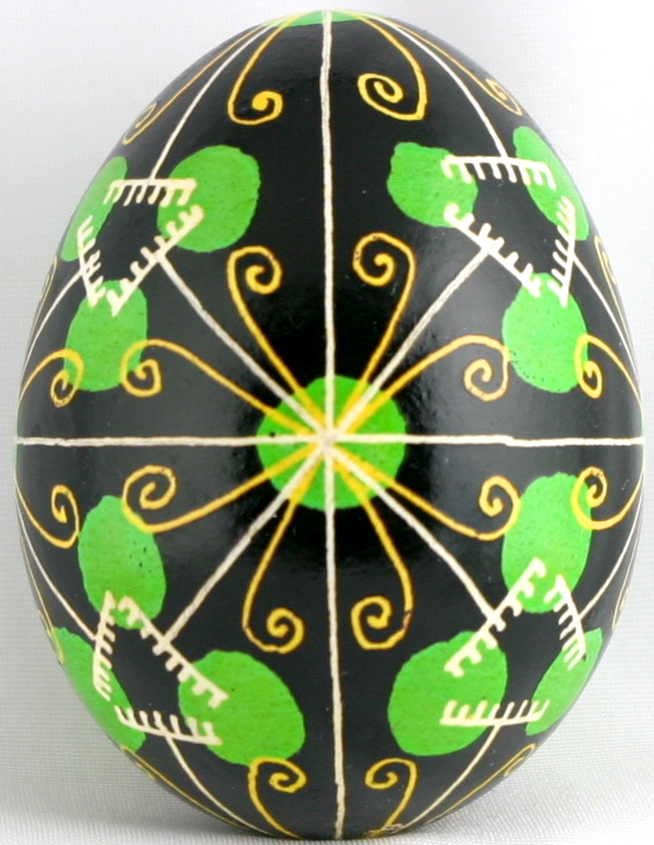
یک پیسانکای سنتی اوکراینی با نقوش چنگک

طرح‌های اسکوومورفیک (Scevomorphic) دومین گروه بزرگ طرح‌ها هستند و نشان‌دهندۀ اشیاء کشاورزی ساختۀ دست بشر هستند. این نمادها بسیار متداول هستند، زیرا اوکراین یک جامعۀ بسیار کشاورزی بود و بسیاری از تصاویر مثبت خود را از کشتزار و مزرعه می‌کشیدند. برخی از این نمادها در واقع مربوط به کشاورزی است. برخی دیگر معانی قدیمی‌تری دارند، اما در زمان‌های اخیر بر اساس ظاهرشان تغییر نام داده‌اند.
نمادهای رایج عبارتند از نردبان (نماد نیایش‌هایی که به آسمان بالا می‌روند) و غربال/الک (رشتو) (نماد یک مزرعۀ شخم‌زده یا احتمالاً جدایی خیر و شر).
شن‌کش‌ها و چنگک‌ها نیز اغلب به تصویر کشیده می‌شوند. هر دو به معنای فراخوانی برداشت خوب هستند؛ هر دو نماد باران هستند. بدنۀ چنگک (که گاهی به صورت مثلث به تصویر کشیده می شود) ابر است و شانه‌ها نماد قطرات باران هستند. (توجه: این شانه‌ها شانۀ مو نیستند، بلکه ادوات کشاورزی هستند.)
آسیاب‌های بادی، تغییری در نقوش صلیب شکسته (سواستیکا)، در واقع نمادهای خورشید هستند، نه نمادهای کشاورزی. حرکت صلیب بازتاب حرکت خورشید در سراسر آسمان است.

### نقوش زومورفیک (حیوانی)

نقش دندان گرگ اودسا

اگرچه نقوش حیوانات به اندازه نقوش گیاهی محبوب نیستند، اما با این وجود در پیسانکی، به ویژه در میان اهالی منطقۀ کوه‌های کارپات یافت می‌شوند. حیواناتی که روی پیسانکی به تصویر کشیده شده‌اند هم شامل حیوانات وحشی (گوزن، پرندگان، ماهی) و هم حیوانات اهلی (قوچ، اسب، مرغ) می‌شوند. مانند گیاهان، حیوانات نیز به صورت انتزاعی، بسیار سبک‌وار و نه با جزئیات واقع‌گرایانه به تصویر کشیده می‌شدند.
اسب‌ها تزئینات محبوبی بودند زیرا نماد قدرت و استقامت و همچنین ثروت و رفاه بودند. آن‌ها همچنین معنای دومی به عنوان نماد خورشید داشتند: در برخی نسخه‌های اساطیر بت‌پرستی، خورشید توسط اسب‌های داژبوه (خدای خورشید)، در سراسر آسمان کشیده می‌شد. به همین ترتیب، طرح‌های گوزن نیز نسبتاً رایج بودند، زیرا هدف آن‌ها رفاه و عمر طولانی بود؛ در نسخه‌های دیگر این اسطوره، این گوزن بود که خورشید را بر روی شاخ‌های خود در سراسر آسمان حمل می‌کرد. قوچ‌ها نماد رهبری، قدرت، عزت و استقامت بودند.
گاهی زنان فقط بخش‌هایی از حیوانات را می‌کشیدند؛ این نمادها احتمالاً نوعی مختصرسازی بوده و دارای تمام صفات حیوانی است که نشان داده شده است. نقوش گردن اردک، پای غاز، گوش خرگوش، شاخ قوچ، دندان گرگ، چنگال خرس و چشم گاو نر را می‌توان روی پیسانکی یافت. با این حال، نمی‌توان مطمئن بود که آیا این نمادها واقعاً برای نمایش حیوانات بوده‌اند یا قرن‌ها بعد به دلیل ظاهرشان تغییر نام داده‌اند.

### پرندگان

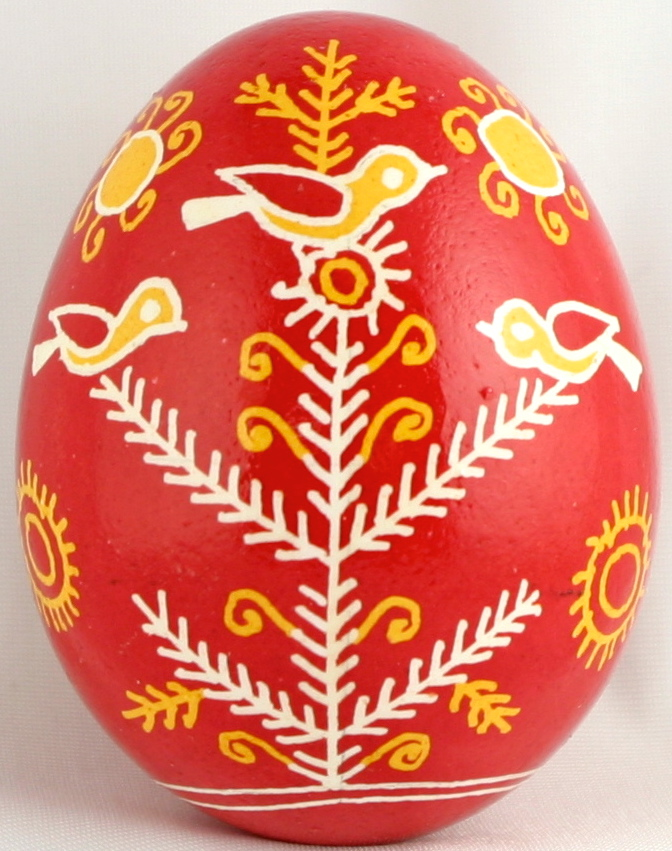
یک پیسانکای سنتی اوکراینی با نقش پرندگان

پرندگان به عنوان مُنادی بهار در نظر گرفته می‌شدند، بنابراین آن‌ها یک نقش معمول پیسانکا بودند. پرندگان از همه نوع پیام‌رسان خورشید و بهشت هستند. پرندگان را همیشه نشسته، در حال استراحت نقش می‌کردند، و هرگز در حین پرواز کشیده نمی‌شدند (به جز پرستوها و در دورۀ اخیر، کبوترهای سفیدِ حامل نامه‌). خروس‌ها نماد مردانگی یا طلوع فجر هستند و مرغ‌ها نشان‌دهندۀ باروری هستند.
پرندگان تقریباً همیشه با مشخصات کامل، سبک‌وار، اما با ویژگی‌های شاخصِ گونه نشان‌داده می‌شدند. نمایش برخی اجزاء از پرندگان (عمدتاً مرغان اهلی) اغلب روی پیسانکی دیده می‌شود. گفته می‌شود که اجزای پرنده (چشم، پا، منقار، شانه، پر) همان معنای کل پرنده را دارند. بنابراین پایِ مرغ نشان‌دهندۀ باروری و تاج خروس نشان‌دهندۀ مردانگی است.

### حشرات
حشرات به ندرت روی پیسانکی به تصویر کشیده می‌شدند. عنکبوت‌های بسیار سبک‌وار (و گاهی تارهای آن‌ها) رایج‌ترین عنکبوت‌ها در پیسانکی عامیانه هستند و نماد استقامت هستند. سوسک‌ها نیز گاهی دیده می‌شوند، اما به ندرت شبیه سوسک هستند. چیزی که آن‌ها تا حدودی به آن شباهت دارند، حرف Ж است، همانطور که در نام اوکراینی آن‌ها (жучок) است. گاهی حشرات دیگری روی پیسانکی‌های مدرن و دیاسپورایی، معمولاً پروانه‌ها و زنبورها دیده می‌شوند، اما به نظر می‌رسد یک نوآوری مدرن هستند. در «سمبلیسم پیسانکای اوکراینی» اودارکا اونیشچوک، او پیسانکی را با نقش پروانه به تصویر می‌کشد، اما طرح اصلی که توسط اس. کی. کولژینسکی در سال ۱۸۹۹ میلادی ثبت شده است، به عنوان دُم پرستوها برچسب‌گذاری شده است.

### ماهی
ماهی که در اصل نمادی از سلامتی بود، در نهایت به نماد عیسی مسیح، "ماهیگیر انسان‌ها" تبدیل شد. در افسانه‌های قدیمی اوکراینی، ماهی اغلب به قهرمان کمک می‌کرد تا در مبارزۀ خود با شیطان پیروز شود. در الفبای یونانی «ماهی» (ایکتیس) نماد «عیسی مسیح، پسر خدا، نجات‌دهنده» است و به نمادی مخفی تبدیل شد که مسیحیان اولیه از آن استفاده می‌کردند. ماهی نشان‌دهندۀ فراوانی و همچنین تفسیری مسیحی از غسل تعمید، ایثار، قدرت بازسازی و خودِ مسیح است.

### مار

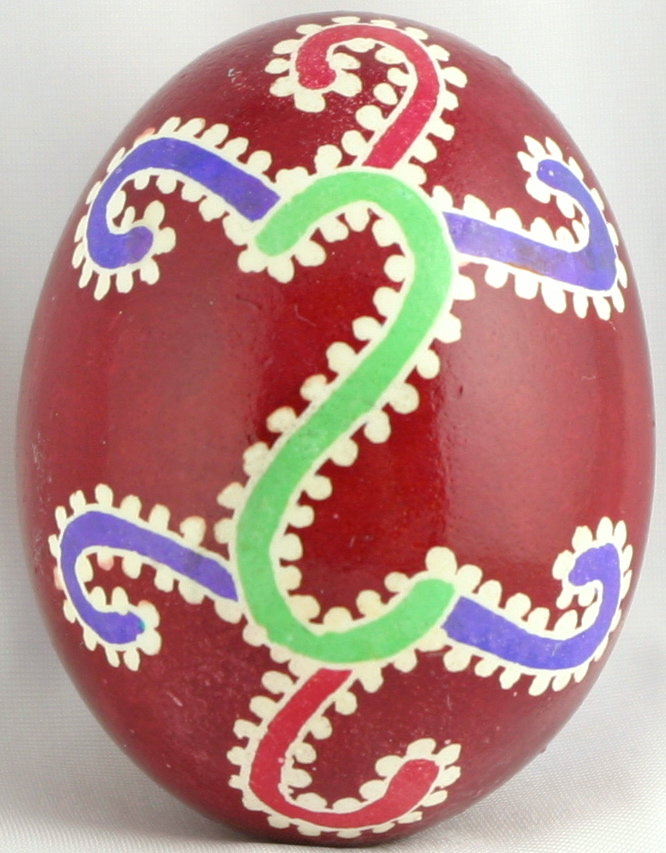
یک پیسانکای سنتی اوکراینی با نقش مارپیچ

نماد باستانی دیگر زمیا یا مار، خدای باستانی آب و زمین است. مار را می‌توان به چند روش به تصویر کشید: به صورت «S» یا سیگما، به‌عنوان یک حلقه یا مارپیچ یا به صورت مواج. زمانی که زمیا به صورت سیگما به تصویر کشیده می‌شود، اغلب تاج بر سر می‌گذارد. تصاویری از مار را می‌توان بر روی سفال‌های تریپیلیای دورۀ نوسنگی یافت. گفته می‌شود که نماد مار روی یک پیسانکا محافظت در برابر فاجعه را به ارمغان می‌آورد. مارپیچ‌ها به ویژه طلسم‌های قدرتمندی بودند، زیرا زمانیکه یک روح شیطانی به خانه‌ای وارد می‌شد، به داخل مارپیچ کشیده و در آنجا به دام می‌افتاد.

### نقوش کیهانی

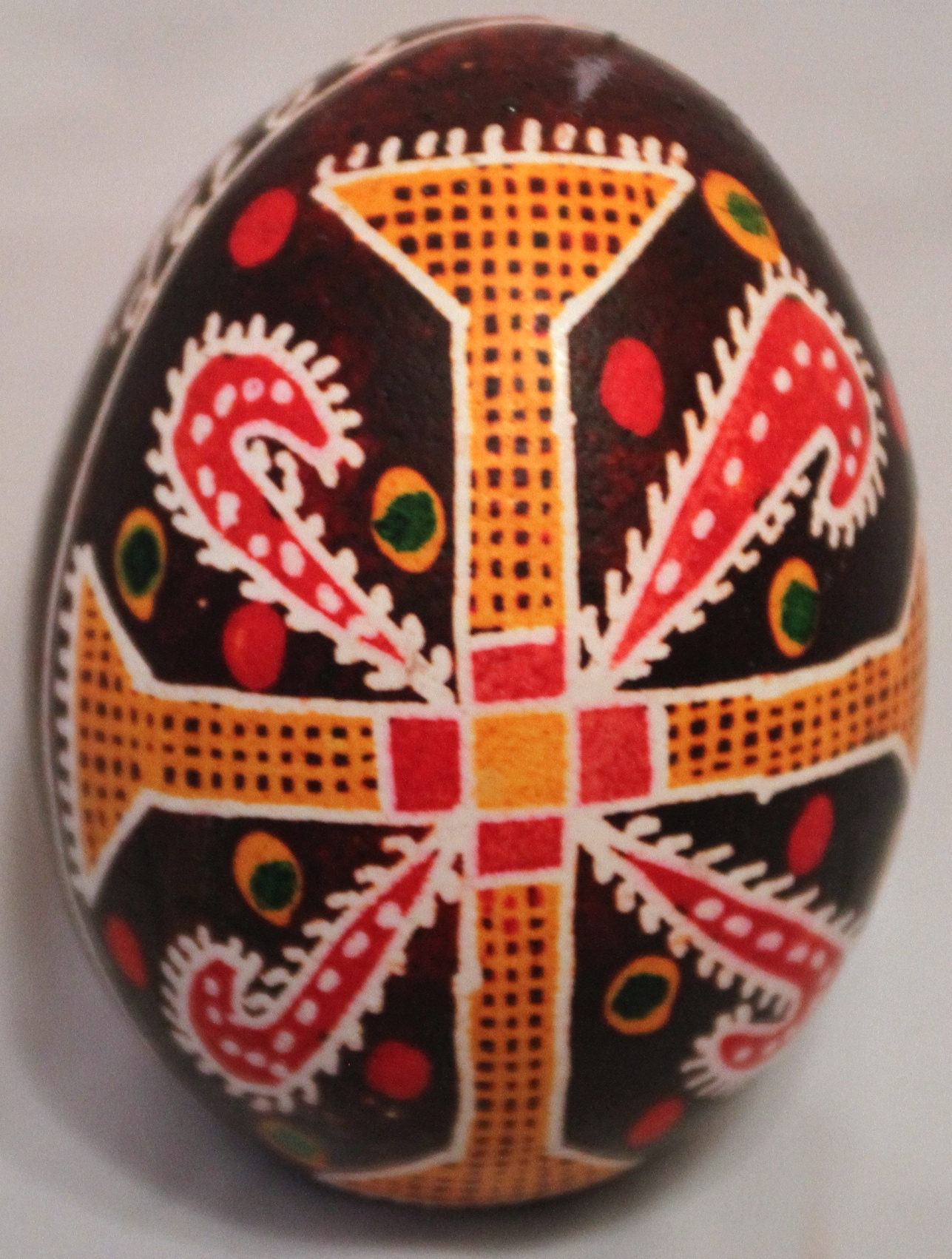
پیسانکای سنتی با نقش سواستیکا (صلیب شکسته)

یکی از قدیمی‌ترین و مهم‌ترین نمادهای پیسانکاها خورشید است و ساده‌ترین نمود خورشید یک دایرۀ بسته با یا بدون پرتو است. پیسانکاهایی از تمام مناطق اوکراین یک ستارۀ هشت وجهی را به تصویر می‌کشند که رایج‌ترین تصویر خورشید است؛ این نماد را "روژا" نیز می‌نامند. گاهی ستاره‌هایی شش یا هفت پَر نیز، بسیار به‌ندرت دیده می‌شوند.
خورشید همچنین می تواند به صورت گُل یا سه‌برگ (به اوکراینی: трилист) ظاهر شود. سواستیکا که در زبان اوکراینی "سُوارها" نامیده می‌شود، گاهی به عنوان "صلیب شکسته" یا "گردن اردک" شناخته می‌شود. این نماد نشان‌دهندۀ خورشید در دوران بت‌پرستی بود: حرکت بازوها به دور صلیب نشان‌دهندۀ حرکت خورشید در سراسر آسمان بود. بت‌پرستان اسلاوی همچنین معتقد بودند که خورشید به خودی خود طلوع نمی‌کند، بلکه توسط یک گوزن (یا در برخی نسخه‌ها، یک اسب) در آسمان حمل می‌شود. گوزن ها و اسب‌هایی که اغلب در پیسانکاهای هوتسول‌ یافت می‌شوند نمادهای خورشیدی هستند.
گفته می‌شود پیسانکی با نقوش خورشید بسیار قدرتمند بوده‌اند، زیرا می‌توانستند صاحب خود را از بیماری، بدشانسی و چشم زخم محافظت کنند. بعدها در زمان مسیحیت، نماد خورشید بیانگر زندگی، گرما و عشق و خدای مسیحی است.
سایر نمادهای کیهانی کمتر دیده می‌شوند. ماه گاهی به صورت دایره‌ای با یک صلیب در داخل آن به تصویر کشیده می‌شود؛ و نشانگر التماس از اوست که برای کمک به مسافر، نور خود را در شب روشن کند و قدرت‌های شیطانی را از خانواده دور کند. ستارگان نیز گاهی به صورت نقطه نشان داده می‌شوند.

## نمادشناسی رنگ
این تنها نقوش روی پیسانکی نیستند که وزن نمادین آن‌ها را حمل می‌کنند: رنگ‌ها نیز دارای اهمیت هستند. اگرچه اولین پیسانکاها اغلب به سادگی فقط شامل یک یا دو رنگ بودند، و بسیاری از نمونه‌های عامیانه هنوز هم هستند؛ اما برخی معتقد بودند که هر چه رنگ‌های بیشتری روی تخم‌مرغ تزئین شده باشد، قدرت جادویی بیشتری دارد. بنابراین یک تخم‌مرغ چند رنگ می‌تواند شانس و سرنوشت بهتری برای صاحبش به ارمغان بیاورد.
پالت‌های رنگ پیسانکی سنتی نسبتاً محدود بوند و بر اساس رنگ‌های طبیعی بوند. رنگ‌های زرد، قرمز/نارنجی، سبز، قهوه‌ای و مشکی غالب بودند. با ظهور رنگ‌های آنیلین در دهۀ ۱۸۰۰ میلادی، گاهی مقدار کمی رنگ آبی و بنفش به آن اضافه می‌شد. توجه به این نکته ضروری است که معانی زیر قابل تعمیم هستند؛ در مناطق مختلف رنگ‌ها را متفاوت تفسیر کرده‌اند.
- قرمز – احتمالاً قدیمی‌ترین رنگ نمادین است و معانی زیادی دارد. این رنگ نشان‌دهندۀ خون حیات بخش است و اغلب روی پیسانکی با نمادهای شبانه و بهشتی ظاهر می‌شود. این نشان‌دهندۀ عشق و شادی و امید به ازدواج است. همچنین با خورشید مرتبط است.
- سیاه – یک رنگ مقدس است و بیشتر با "دنیای دیگر" مرتبط است، اما نه به مفهوم منفی.
- زرد – نماد ماه و ستارگان و همچنین از نظر کشاورزی، برداشت محصول است.
- آبی – نمایانگر آسمان آبی یا هوا و سلامتی است.
- سفید – دلالت بر خلوص، تولد، نور، شادی، باکرگی.
- سبز – رنگ زندگی جدید در بهار. سبز نشان‌دهندۀ رستاخیز طبیعت و غنای گیاهی است.
- قهوه ای – نشان‌دهندۀ زمین است.

برخی از ترکیبات رنگی نیز معانی خاصی داشتند:
- سیاه و سفید – عزاداری، احترام به روح درگذشتگان.
- سیاه و قرمز – این ترکیب به عنوان "خشن و ترسناک" و بسیار ناراحت‌کننده تلقی می‌شود. بیشتر در منطقۀ پودیلیا رایج است، جایی که هم نقوش مار و هم نقوش الهه با این ترکیب نقش شده بود.
- چهار رنگ یا بیشتر – شادی، سعادت، عشق، سلامتی و دستاوردهای خانواده.

همانطور که دربارۀ نمادها صادق است، این معانی طلسم‌وار از رنگ‌ها به پیسانکاهای سنتی با طرح‌های سنتی مربوط می‌شوند، و نه برای پیسانکاهای تزئینی جدید.

## همچنین ببینید
- تزیین تخم‌مرغ در فرهنگ اسلاوی
- پیسانکا (لهستانی)
- موزۀ پیسانکا
- لوبا پرچیشین
- تخم‌مرغ رنگی در ایران